# Василенко, Юрий Стефанович
Юрий Стефанович Василенко (1930—2005) — советский и российский учёный, доктор медицинских наук, профессор.
Автор около 250 научных работ, включая монографии, а также нескольких патентов и свидетельств на изобретения.

## Биография
Родился 5 мая 1930 года в Краснодаре.
После окончания в 1954 году Кубанского медицинского института (ныне Кубанский государственный медицинский университет), три года работал врачом-оториноларингологом в городе Георгиевск Ставропольского края. Затем с 1957 по 1959 год обучался в ординатуре родного вуза, а с 1960 по 1963 год — в аспирантуре в Центральном ордена Ленина институте усовершенствования врачей в Москве на кафедре лор-болезней.
После аспирантуры успешно защитил кандидатскую диссертацию на тему «Некоторые защитно-приспособительные реакции слизистой оболочки носа в возрастном аспекте и их изменение у больных хроническим ринитом в процессе лечения» и работал С 1963 по 1966 год младшим научным сотрудником Московского научно-исследовательского института (МНИИ) уха, горла и носа Минздрава СССР, с 1966 по 1968 год — главный специалист Учёного совета Минздрава СССР. В 1968 году Василенко вернулся в МНИИ уха, горла и носа и начал работать старшим научным сотрудником в фониатрическом кабинете вместе с кандидатом медицинских наук А. Т. Рябченко.
В 1975 году защитил докторскую диссертацию на тему «Профессиональные нарушения голоса у лиц речевых профессий, их лечение, профилактика». С 1977 по 2000 год Ю. С. Василенко — руководитель первого в СССР отделения патологии голоса и речи, а затем — отделения фониатрии с группой восстановительной хирургии лор-органов (название отделения в эти годы несколько раз менялось). В связи с преобразованием МНИИ уха, горла и носа, с 2000 по 2001 год он был руководителем отделения фониатрии Федерального научно-клинического центра оториноларингологии, а с 2001 по 2005 год — руководителем отделения фониатрии и микрохирургии гортани Московского научно-практического центра оториноларингологии.
В течение более 25 лет Ю. С. Василенко был членом правления Союза европейских фониатров (UEP), а с 1988 по 1991 год — его президентом.
Умер 30 сентября 2005 года в Москве. Был похоронен на Востряковском кладбище рядом со своей женой.
За свою плодотворную врачебную и организаторскую деятельность Юрий Стефанович был награждён орденом Знак Почёта (1976) и знаком «Отличнику здравоохранения» (1986), а также медалями, в числе которых «Ветеран труда». В 1996 году ему было присвоено почетное звание «Заслуженный врач РФ».

Могила Василенко на Востряковском кладбище Москвы.